# ساکوراگاوا، ایباراکی
ساکوراگاوا در استان ایباراکی در کشور ژاپن واقع شده‌است  که دارای جمعیت ۴۷٬۴۸۰ نفر و مساحت ۱۷۹٫۷۸ کیلومتر مربع با تراکم جمعیت ۲۶۴  نفر در کیلومترمربع است و در تاریخ ۱ اکتبر ۲۰۰۵ به عنوان شهر شناخته شد.